# 鳥取県道158号大山口停車場大山線
鳥取県道158号大山口停車場大山線（とっとりけんどう158ごう だいせんぐちていしゃじょうだいせんせん）は、鳥取県西伯郡大山町から西伯郡伯耆町に至る一般県道である。

## 概要
西伯郡大山町国信から西伯郡伯耆町大内に至る。
JR西日本山陰本線の大山口駅から大山の北西部中腹に向かって延びる路線。大山町内の一部区間は、鳥取県道36号名和岸本線と重複する。

### 路線データ
- 起点：鳥取県西伯郡大山町国信（鳥取県道171号大山口停車場線起点・鳥取県道171号大山口停車場線支線起点）
- 終点：鳥取県西伯郡伯耆町大内（鳥取県道45号倉吉江府溝口線交点）
- 総延長：16.3 km

## 路線状況
本県道は、県道米子大山線（大山道路）との重複区間および県道大山寺岸本線との重複区間を含めて、西伯郡大山町大山の（鳥取県西伯郡大山町大山の県道米子大山線（大山道路）および県道赤碕大山線との交差点から同県西伯郡伯耆町大内の県道倉吉江府溝口線との交差点の区間）の区間に限り、
- 県道境美保関線（島根県松江市美保関町美保関から鳥取県境港市明治町の区間。ただし、不通区間を除く）
- 国道431号（境水道大橋を含む島根県松江市美保関町森山から鳥取県米子市流通町の米子自動車道・米子ICとの交差点の区間）
- 国道9号（鳥取県米子市流通町の米子自動車道・米子ICとの交差点から同県米子市尾高の山陰自動車道・米子東ICとの交差点の区間の側道）
- 県道米子大山線（鳥取県米子市尾高の県道米子大山線との交差点（大山入口交差点）から鳥取県西伯郡大山町大字大山の県道赤碕大山線との交差点の区間。いわゆる大山道路）
- 県道倉吉江府溝口線（鳥取県西伯郡伯耆町大内の本県道との交差点から同県日野郡江府町大字御机の県道大山上福田線との交差点の区間）
- 県道大山上福田線（蒜山大山スカイラインを含む鳥取県日野郡江府町大字御机の県道倉吉江府溝口線との交差点から岡山県真庭市蒜山上福田の真庭市道との交差点の区間）
- 真庭市道（岡山県真庭市蒜山上福田の県道大山上福田線（蒜山大山スカイライン）との交差点から同県真庭市上蒜山徳田の米子自動車道・蒜山ICおよび国道482号との交差点の区間）

とともに、大山パークウェイの一部を構成し、美保関灯台と米子空港や蒜山地域（米子自動車道・蒜山ICを含む）を広域的に結ぶ役割を果たしている。

### 別名
- 大山環状道路

大山の中腹部を周回する道路で、本路線の大山を周回する道路の一部区間は、大山環状道路の一部を構成する。大山環状道路は、本路線の他、鳥取県道30号赤碕大山線、鳥取県道34号倉吉赤碕中山線、鳥取県道44号東伯野添線、鳥取県道45号倉吉江府溝口線の計5路線で構成される。

### 重複区間
- 鳥取県道171号大山口停車場線（西伯郡大山町国信 - 西伯郡大山町所子・大山町役場大山支所交差点）
- 鳥取県道243号中高妻木線（西伯郡大山町平木・平木交差点 - 西伯郡大山町神原・神原交差点）
- 鳥取県道36号名和岸本線（西伯郡大山町神原・神原交差点 - 西伯郡大山町鈑戸）
- 鳥取県道24号米子大山線（西伯郡大山町大山）
- 鳥取県道284号大山寺岸本線（西伯郡大山町大山 - 西伯郡伯耆町金屋谷）

## 地理
鳥取県西部に位置する中国山地最高峰の大山（標高1,729 m）の西側中腹部にあるブナの森林や高原地帯を周回する。

### 通過する自治体
- 鳥取県
  - 西伯郡大山町 - 西伯郡伯耆町

### 交差する道路
| 交差する道路 | 市町村名 | 市町村名 | 交差する場所     | 交差する場所             |
| --- | -------- | -------- | ---------------- | ------------------------ |
| 鳥取県道171号大山口停車場線 重複区間起点 鳥取県道171号大山口停車場線 / 支線                                        | 西伯郡   | 大山町   | 国信             | 起点                     |
| 鳥取県道171号大山口停車場線 重複区間終点                                                                           | 西伯郡   | 大山町   | 所子             | 大山町役場大山支所交差点 |
| E9 山陰自動車道 | 西伯郡   | 大山町   | 平木             | 14 大山IC                |
| 鳥取県道243号中高妻木線 重複区間起点                                                                               | 西伯郡   | 大山町   | 平木             | 平木交差点               |
| 鳥取県道36号名和岸本線 重複区間起点 鳥取県道243号中高妻木線 重複区間終点 鳥取県道329号淀江琴浦線 大山広域農道 重複 | 西伯郡   | 大山町   | 神原             | 神原交差点               |
| 大山町道 | 西伯郡   | 大山町   | 坊領             |                          |
| 鳥取県道305号大山佐摩線                                                                                            | 西伯郡   | 大山町   | 今在家           | 大山保育所前交差点       |
| 鳥取県道36号名和岸本線 重複区間終点                                                                                | 西伯郡   | 大山町   | 鈑戸（たたらど） |                          |
| 鳥取県道314号赤松大山線                                                                                            | 西伯郡   | 大山町   | 鈑戸             |                          |
| 鳥取県道24号米子大山線 重複区間起点                                                                                | 西伯郡   | 大山町   | 大山             |                          |
| 鳥取県道30号赤碕大山線 鳥取県道284号大山寺岸本線 重複区間起点                                                      | 西伯郡   | 大山町   | 大山             |                          |
| 鳥取県道24号米子大山線 重複区間終点                                                                                | 西伯郡   | 大山町   | 大山             |                          |
| 鳥取県道284号大山寺岸本線 重複区間終点                                                                             | 西伯郡   | 伯耆町   | 金屋谷           |                          |
| 鳥取県道45号倉吉江府溝口線                                                                                         | 西伯郡   | 伯耆町   | 大内             | 終点                     |

### 沿線
- JR西日本山陰本線 大山口駅
- 大山町立大山中学校
- 大山郵便局
- 大山
- 大山寺
- 大山スキー場